# Гюнтер Крупкат
Гюнтер Крупкат (на немски: Günther Krupkat) е германски журналист, драматург и писател на произведения в жанра научна фантастика, известен като един от водещите писатели на научна фантастика в ГДР.

## Биография и творчество
Гюнтер Крупкат е роден на 5 юли 1905 г. в Берлин, Германска империя, в семейство на литовски емигранти. След завършване на гимназията, заради липса на пари се отказва да следва инженерство. На 19-годишна възраст, вдъхновен от „Аелита“ на Алексей Николаевич Толстой, пише първия си утопичен роман „Од“, за който не успява да намери издател заради социалната си позиция в него, считана за твърде лява.
Преди Втората световна война работи на различни места: заводски работник, филмов драматург, бизнес пътник, електротехник, рекламен копирайтър, лаборант и като служител в пресата и радиото. Междувременно пише разкази за вестници и списания, най-често в детективския жанр. Известно време е кореспондент на вестник Berliner Tageblatt, след това пет години работи в радиото. През 1932 г., като синдикален активист и член на комунистическата партия, е уволнен и намира работа в холандско издателство, което издава списание на семейни теми в Германия. След идването на Хитлер на власт през 1933 г. участва в съпротивата срещу националсоциализма. През 1940 г. е мобилизиран в армията, от която дезертира в началото на 1945 г. и бяга в Чехословакия.
След Втората световна война живее в Източна Германия, в Берлин. Там завършва инженерното си образование. След това работи като журналист и главен редактор, а от 1955 г. работи на свободна практика.
Първият му роман „Невидимите“ (Die Unsichtbaren) е публикуван през 1956 г. Става известен с романа си „Корабът на обречените“ от 1957 г.
Най-известните и най-четените му фантастични романи са „Когато боговете умряха“ (Als die Götter starben) от 1963 г., история за неуспеха на извънземни да се свържат с човечеството в мрачното минало, и „Набу“ (Nabou) от 1968 г., история за един от силно развитите роботи, които извънземните са оставили след себе си. Крупкат е автор и на хипотезата, според която терасата на Баалбек е построена (или започва да се строи) като стартова площадка на извънземни от космоса, като самият той проучва тази монументална структура в Ливан.
В периода 1972 – 1978 г. е председател на работната група по утопична литература в създаденото от него Сдружение на писателите на ГДР.
През 1985 г. е награден със сребърен орден „За заслуги пред Отечеството“.
Гюнтер Крупкат умира на 14 април 1990 г. в Берлин.

## Произведения

### Самостоятелни романи
- Die Unsichtbaren (1956)[2]
- Das Schiff der Verlorenen (1957)
Корабът на обречените : Гибелта на „Титаник“, изд.: „Георги Бакалов“, Варна (1970), прев. Вилхелм Филипов
- Das Gesicht (1958)
- Die große Grenze (1960)
- Als die Götter starben (1963)
- Nabou (1968)

### Разкази
- Gefangene des ewigen Kreises (1956) [2]
- Die Unsichtbaren (1956)
- Kobalt 60 (1957)
- Nordlicht über Palmen (1957)
- Insel der Angst (1969)
Островът на страха, списание „Наука и техника“ (1978), изд.: „Хр. Г. Данов“, Пловдив (1978), прев. Веселина Георгиева и др.
- Das Duell (1974)
- Bazillus phantastikus (1975)
- Der Mann vom Anti (1975)

### Екранизации
- 1960 Gefangene des ewigen Kreises – тв филм
- 1968 Stunde des Skorpions – тв минисериал, 3 епизода